# Begowal
Begowal is een nagar panchayat (plaats) in het district Kapurthala van de Indiase staat Punjab. 

## Demografie
Volgens de Indiase volkstelling van 2001 wonen er 9.612 mensen in Begowal, waarvan 52% mannelijk en 48% vrouwelijk is. De plaats heeft een alfabetiseringsgraad van 67%. 